# Áreas metropolitanas del Orituco
Las Áreas Metropolitanas del Orituco  listadas a continuación sobrepasan los 5.000 habitantes y es tomada como su población la localizada en su área Metropolitana. Las localidades con mayor población habitacional del Orituco son Altagracia de Orituco y San Rafael de Orituco. Véase la tabla siguiente del Instituto Nacional de Estadísticas.
| Areas Metropolitanas del Orituco |                                |           |                 |  |
| Orden                            | Ciudad                         | Población | Entidad Federal |  |
| Orden                            | Ciudad                         | Población | Entidad Federal |  |
| 1.                               | Altagracia de Orituco          | 107.295   | Guárico         |  |
| 2.                               | San Rafael de Orituco          | 15.780    | Guárico         |  |
| 3.                               | San Francisco Javier de Lezama | 13.275    | Guárico         |  |
| 4.                               | Paso Real de Macaira           | 10.137    | Guárico         |  |
| 5.                               | Sabana Grande de Orituco       | 9.093     | Guárico         |  |
| 6.                               | San Francisco de Macaira\|     | 7.235     | Guárico         |  |
| 7.                               | Libertad de Orituco            | 5.780     | Guárico         |  |